# Dịch vụ trai thuê
Dịch vụ trai thuê (tiếng Anh: The Wedding Ringer) là một bộ phim hài của Mỹ 2015 do Jeremy Garelick đồng viết kịch bản và đạo diễn. Phim có sự tham gia của Kevin Hart, Josh Gad và Kaley Cuoco, sản xuất bởi Adam Fields, Will Packer Productions và Miramax Films và phân phối bởi Screen Gems, công chiếu ngày 16 tháng 1 năm 2015.